# Manuel Aguirre López
Manuel Aguirre López (Madrid, 22 de septiembre de 1907 - Estella, Navarra, 20 de enero de 1993) fue un piloto militar español que luchó en la guerra civil española encuadrado en las Fuerzas Aéreas de la República Española (FARE).

## Biografía
Nacido en el entonces pueblo de Carabanchel Alto, en 1925 ingresó en la Escuela de mecánicos de aviación que había en Cuatro Vientos. Al año siguiente logrará obtener el título de piloto militar, siendo destinado en el Grupo 1 de Reconocimiento y Bombardeo en el aeródromo de Armilla. Después de la proclamación de la Segunda República, en 1932 realiza un curso de Ametrallador-Bombardeo en la Escuela de Los Alcázares (Murcia) para completar su formación técnica, y para 1934 ya ostenga el rango de Sargento. El 15 de julio de 1936 es destinado al Grupo 12 de Caza, en el Aeródromo de Getafe.
Después del estallido de la Guerra civil en julio de 1936, opera con su avión Nieuport-Delage NiD 52 en apoyo de las fuerzas leales que combaten en la Sierra de Guadarrama. Operando en el Frente de Talavera, el 2 de septiembre derriba a dos Fiat CR 32 "Chirris", lo que le valdrá el ascenso a Alférez tres semanas más tarde. Antes de final de mes, fue enviado con su unidad para operar en el Frente de Andalucía desde Andújar. Operando sobre el Frente de Córdoba volvió a reclamar el derribo de un "Chirri". Antes de finalizar el año pasó a operar los Polikarpov I-15 "Chatos", integrándose en la Escuadrilla mandada por Ivan Kopets. En marzo de 1937 intervino en la Batalla de Guadalajara.
Fue uno de los pilotos que el gobierno envió a los aeródromos de Vizcaya, para operar en la zona norte y apoyar a las fuerzas republicanas en esa zona. En agosto de 1937 volvió realizó un curso en la Escuela de alta velocidad de El Carmolí, pasando a operar con los Polikarpov I-16 "Moscas". Más adelante intervino en las batallas de Belchite y Teruel, y desde el 21 de septiembre lideraba la 1.ª Escuadrilla del Grupo 21 de Caza. El 18 de junio de 1938 fue puesto al mando del Grupo 21, operando con las escuadrillas de caza en la zona de Cataluña y con 10 victorias acreditadas. Durante la Batalla del Ebro ocupa la jefatura de la Escuadra de Caza, pero en noviembre es sustituido por Andrés García Lacalle y destinado a la Base Aérea de Los Llanos en Albacete.
Tras el final de la contienda marchó a Francia, donde fue internado en un campo de concentración y luego liberado. Durante la Segunda Guerra Mundial estuvo bajo la ocupación alemana, pero en 1945 regresó a la España franquista. Falleció en 1993.